# Le Fou (opéra)
Pour les articles homonymes, voir Le Fou.
Le Fou est un opéra en trois actes de Marcel Landowski sur un livret du compositeur augmenté d'un extrait d'une somme de poésie de Patrice de La Tour du Pin. Il est créé à Nancy le 1er février 1956 avec Jane Rhodes sous la direction de Jésus Etcheverry. Le livret est dédié à Albert Einstein.

## Distribution
- Peter Bel (baryton) (et son reflet le Fou)
- Isadora (soprano)
- Le Prince (basse)
- Artus (ténor)
- Prunelle (soprano)
- Le feu (soprano)
- Trois voix (ténor, baryton, basse)
- Deux chiffres, la Cornue, un gros livre, une femme

## Argument
Les habitants d'une ville assiégée souffrent de la guerre. Parmi eux, le savant Peter Bell vit un drame intérieur car il a découvert une arme absolue qui peut sauver la ville, mais il pense que cette arme possède un pouvoir trop destructeur et pourrait provoquer la fin de l'humanité. Il est à deux doigts de céder à la pression de ses proches et du pouvoir politique, mais finalement il détruit ses recherches. Considéré comme un traître il est condamné à mort.

## Enregistrement
Un disque de l'opéra a été enregistré,.
Le disque a été enregistré avant les représentations publiques à l'Opéra national du Rhin à Strasbourg en  novembre 1978 en les studios de l'auditorium de FR3 Alsace.
Selon un entretien accordé à Gérard Gastinel paru dans le n°2 Hors-Série de l'Avant-scène opéra, Marcel Landowski explique que le thème de son œuvre « (C’)est le problème de la responsabilité de l’homme qui cherche, qui essaie de comprendre le monde, qui tâche de conquérir sa liberté face aux puissances matérielles, et qui se place en face de la progression spirituelle et morale qui ne se fait pas aussi vite. Tout à coup, l’humanité est placée devant un drame fondamental : nous avons les moyens matériels de mettre fin à l’existence même de cette terre alors que sur plan moral nous n’avons rien résolu et que sur bien des points, nous n’avons que des questions à offrir, encore bien incomplète, bien imparfaites… Le Fou c’est finalement le problème de la responsabilité, de la curiosité et de la maîtrise du monde matériel en face de la « non maîtrise » du monde moral. »
Le coffret (édition Erato STU 71249) publié en 1980 comprend un livret de 24 pages illustrées en français et en anglais.
Une version double CD est parue en 1994 avec un visuel alternatif.
- Chœurs : Chœurs de l'Opéra du Rhin
- Direction : Günter Wagner
- Orchestre : Orchestre philharmonique de Strasbourg
- Chef d'orchestre : Alain Lombard

Personnages et voix
- Isadora : Claudine Carlson
- Peter Bel : José van Dam
- Le Prince : Philippe Huttenlocher
- Artus : Rémy Corazza

Acte I
- 1re voix : Paul Guigue
- 2e voix : Gérard Friedmann
- 1er soldat : Jacques Trigeau
- 2e soldat : Paul Guigue

Acte II
- 3e voix : Jacques Trigeau
- Le feu : Christine Barbaux
- 1ers chiffres : Eva Saurova
- 2e chiffres : Simone Codinas
- La cornue : Paul Guigue
- Le gros livre : Jacques Trigeau
- Prunella : Catherine Trigeau
- Le vieillard : Frank Shooten
- Le buveur : Paul Guigue
- L'enfant : Bernard Steinbach
- Le père : Jacques Trigeau

Acte III
- Une femme : Christine Barbaux
- 1er homme : Jacques Trigeau
- 2e homme : Paul Guigue
- 1re voix : Danièle Borst
- 2e voix : Paul Guigue
- 3e voix : Christine Barbaux et soprano solo